# 대흥군
대흥군(大興郡)은 평안남도 동북단에 있는 군이다.

## 지리
북쪽은 자강도 룡림군 및 함경남도 장진군, 동쪽은 함경남도 함흥시 래일구와 영광군 및 함주군, 남쪽은 함경남도 요덕군, 서쪽은 녕원군, 자강도 동신군과 닿아있다.

## 역사
1952년 12월 녕원군의 성룡면, 대흥면, 소백면, 신창면, 온화면의 5개리, 덕화면의 3개리에 대흥군(대흥읍, 24개리)을 신설하였다. 1954년 10월에 함경남도에 편입되면서 옛 온화면과 성룡면 지역을 녕원군에 반환하였다. 1972년 11월에 다시 평안남도로 복귀했다.
2001년에 흑수리 일부가 함경남도 함흥시에 편입되어 옛 함주군 상창리와 통합, 래일로동자구로 승격되었다.

## 행정 구역
1읍(대흥읍), 1로동자구(경수로동자구), 16리(랑림리, 평화리, 소백리, 대동리, 인룡리, 복흥리, 흑수리, 광통리, 룡평리, 운흥리, 창현리, 덕흥리, 신남리, 문삼리, 도흥리, 금성리)로 구성된다.

## 같이 보기
- 조선민주주의인민공화국의 지리